# ミシシッピ文化

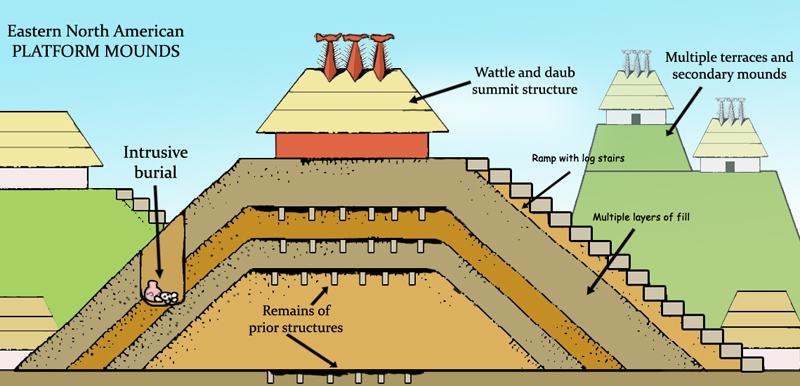
マウンドの構造

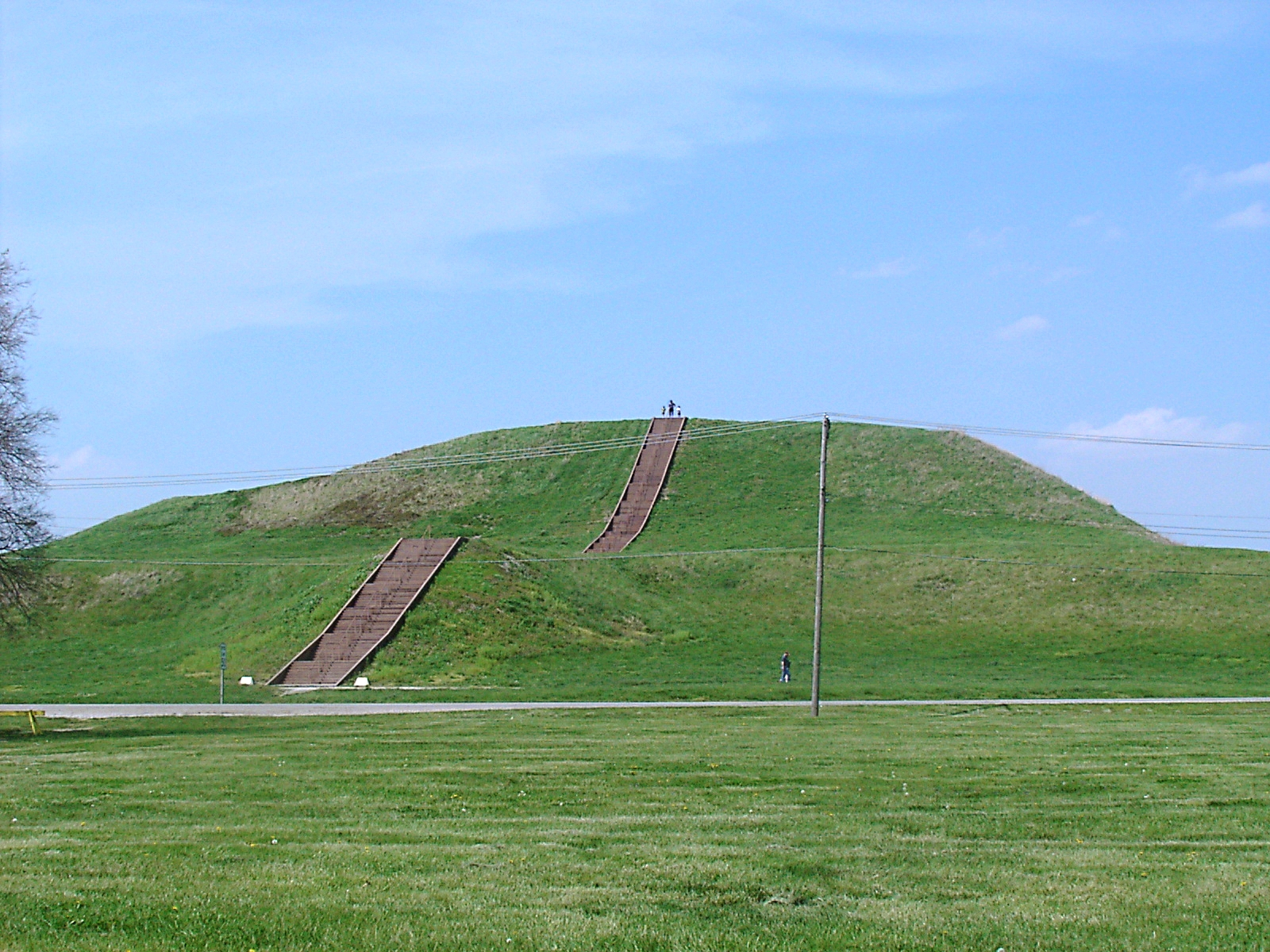
セントルイス郊外のカホキア遺跡にあるモンクス・マウンド。長さ316m、幅241m、高さ30.5m

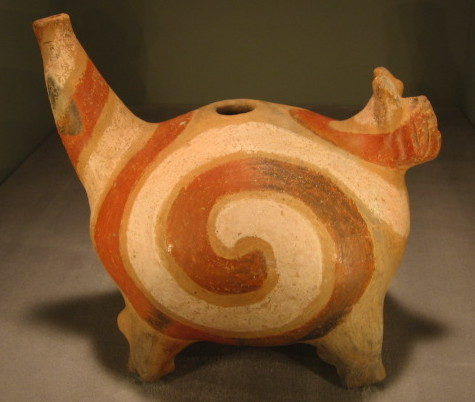
アーカンソー州クロス郡のローズマウンドで発見されたミシシッピ文化のものとされる中空土器の水差し。神話上の水中豹の形をしている。

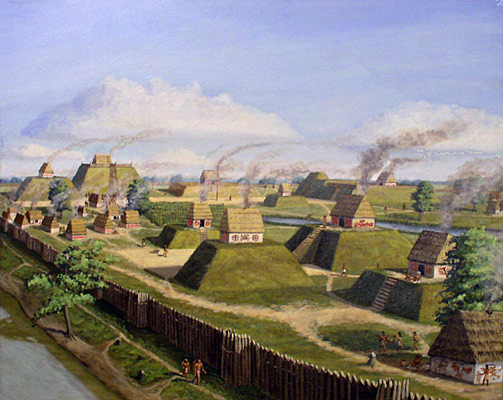
キンケイドの様子

ミシシッピ文化（ミシシッピぶんか、英: Mississippian culture）は、マウンド（塚、上に住居や墳墓などを建設するために積み上げた人工の丘）を構築したインディアン文化であり、およそ800年から1500年まで、現在のアメリカ合衆国中西部、東部および南東部に広まり、地域により様々な形態をなした。その人々は持っていた技術からみてヨーロッパの銅器時代に比定される。
ミシシッピ文化の生活様式はミシシッピ川渓谷で発展し始めた。テネシー川渓谷支流の文化も当時のミシシッピ文化の性格を持って発展し始めた。ミシシッピ文化の遺跡とされる場所の年代は1539年（スペインの探検家エルナンド・デ・ソトが探検した年）以前に遡り、これらの遺跡ではヨーロッパ白人による遺物がほとんど見つかっていないので、この文化はほとんどすべてヨーロッパ白人との接触以前のものとされている。

## 文化の特徴
ミシシッピ文化を特徴づけるものとして多くの点が認識されている。ミシシッピ文化の人々が全て下記の行動をしたというわけではないが、これらの特徴の幾つかあるいは全てを採用したということで、その前の時代の人々とは区別が出来る。
1. 頂点のない断面台形のマウンド（en:platform mound）の構築。これらのマウンドの多くは正方形、長方形などの四辺形あるいは円形のものもある。構造物（住居、寺院、墳墓など）がたいていはマウンドの頂上に構築された。
2. トウモロコシを基本とした農業。ほとんどの場所でミシシッピ文化の発展は比較的大規模で集中したトウモロコシ農業の採用と時期が一致する。
3. 土器の混和材として川の（極くまれに海の）貝を用いていること。
4. 西はロッキー山脈、北は五大湖、南はメキシコ湾、東は大西洋まで交易の範囲が拡がっていること。
5. イングランドにおける古代ローマ以後、統一以前の種族に様々な点で比較できる社会構造における首長制国家（首長により治められる社会構造、 チーフダム、en:chiefdom ）あるいは複雑な構造をもつさまざまな首長制国家形態の発展。
6. 制度化された社会的不平等の発展。
7. 少数もしくは一人の手に、政治的および宗教的支配権力の組み合わせの集中化。
8. 居住地域の階層化の開始。大規模なマウンド群をもつような祭祀センターは、少数のマウンドを所有していようといまいと、多くの小さな集落に明らかに影響を及ぼすか支配した。
9. 「南東部祭礼様式」[2]、またはサザン・カルトと呼ばれるものの祭具の採用。これは現在でも知られているミシシッピ人の信仰様式である。サザン・カルトはウィスコンシン州（アズタラン州立公園）からメキシコ湾岸、またフロリダ州からアーカンソー州やオクラホマ州にかけて発生した。これは時に、チャンキー（en:chunkey）のような儀式的ゲームに結びつけられている。

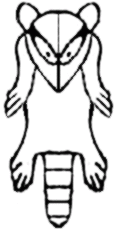
スパイロ・マウンド（オクラホマ州）出土の貝殻（主として巻き貝など）に刻まれているアライグマ

ミシシッピ人は文字体系がなく、石の建築も無かった。自然に発生している金属堆積物を加工できたが、銅や鉄を溶解して加工する冶金の技術はなかった。

## 編年論
ミシシッピ文化の発展段階は通常三期に区分されるか、さらに細かい時期区分がなされる。それぞれ地域ごとに異なる依然としてあいまいな部分のある時代区分である。ある場所でのそれぞれの開始時期は、上記ミシシッピ文化の特徴の採用や発展の速度によって早くなったり遅くなったりしていると考えられる。
初期ミシシッピ文化は後期ウッドランド期（Late Woodland）（500年から1000年）からの変化を始めた時期に相当する。異なる集団が種族の生活様式を棄てて、社会構造の複雑化、定住、集権化および農業を始めた。初期ミシシッピ文化はほとんどの場所で1000年から1200年ころと考えられる。
中期ミシシッピ文化はしばしば、ミシシッピ文化の頂点とも考えられている。カホキア以外にも複雑な首長制国家が作られ、サザン・カルトの美術や象徴体系の広がりと発展がこの時期の特徴的変化である。上記ミシシッピ文化の特徴が地域内にあまねく広まるようになった。中期ミシシッピ文化はほとんどの場所で1200年から1400年ころと考えられる。
後期ミシシッピ文化は通常1400年ころからヨーロッパ人による接触までと考えられ、戦争の増加、政治的動揺および人々の移住で特徴付けられる。カホキアの人々はこの時期の早くに（1350年-1400年）分散し、恐らくは他の新しく政治力をもった祭祀センターに移動した。場所によってより防御柵などを築いているのが観察され、時にマウンドを築いたり儀式を重んじたりすることは減少した。ある地域ではヨーロッパ人との最初の意味ある接触まで実質的に中期ミシシッピ文化に留まっていたが、ほとんどの地域では1500年までに散り散りになるか、厳しい社会的な緊張感を経験していた。

## ヨーロッパ人との接触

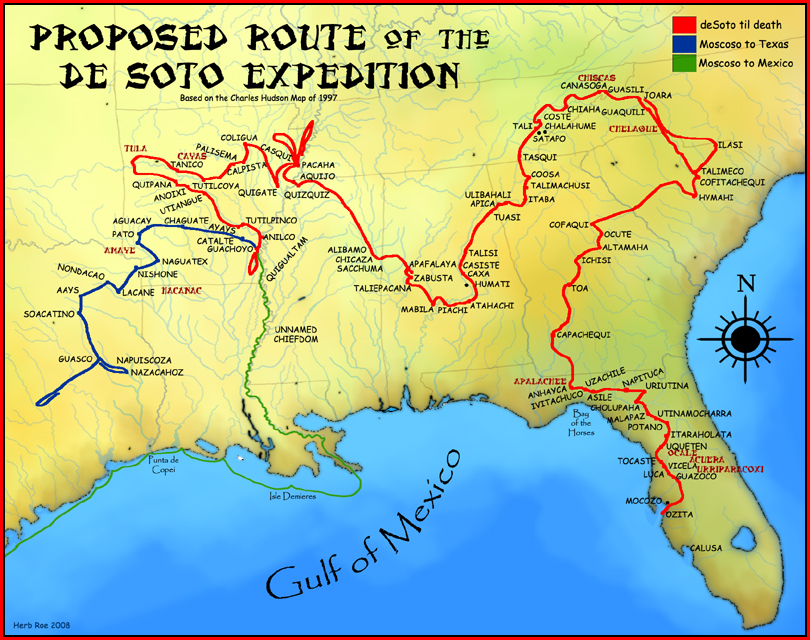

学者達は、エルナンド・デ・ソトが1534年から1539年に行ったアメリカ南東部の探検記録から、彼がミシシッピ文化人と接触した証拠を探した。デ・ソトは幾つかの集落を訪れており、ある場合には客として1ヶ月以上そこに滞在した（アパラチー族を参照）。出会った人々の中には暴力を振う者もいれば、比較的平和的な者もいた。インディアンの間に長く続いた不和の中で、武装したデ・ソトたちは戦力として、あるいは同盟者として使われたと思われる。例えば、パカハ族とカスキ族の間の休戦を交渉した。しかし、この探検の後期にデ・ソト一行と遭遇した部族は一行の約半分を殺し、部族の成員の多くもスペイン人に殺された。デ・ソトの年代記はミシシッピ人について書かれた最初の文書であり、これらの人々の文化的慣習について貴重な情報源となっている。
デ・ソト遠征隊の崩壊と逃亡の後、ミシシッピ人はほとんどヨーロッパの直接影響がないままにその生活様式を続けた。しかし間接的にヨーロッパ人がもたらしたものが、ミシシッピ文化の様相を変えた。旧大陸の疫病が多くの首長制国家の社会秩序を衰弱させ、一方ある集団ではヨーロッパの馬を採用して遊牧民に変化した。多くの場所で政治構造が崩壊した。文書による証拠が残された時までに、ミシシッピ人の生活様式は決定的に変化してしまった。ある集団ではマウンドを造っていた時代に遡る口承を維持した（例えば19世紀遅くのチェロキー族）ものの、他のインディアン集団は何百マイルも移動し、その間に年長者が病気で死に、先祖たちが各地に点在するマウンドを築いたことを忘れてしまった。
19世紀までの間に、ヨーロッパ人たちはミシシッピ川流域各地でマウンドを発見したが、その地のインディアンたちがマウンドを築く習慣を持たず、マウンドを作った者たちについての正体も知らなかったことから、「マウンドビルダー」という謎の民族がいたという仮説が生まれた。その正体は海を渡ったヴァイキング・ギリシャ人・中国人などと推定されたが、中にはイスラエルの失われた10支族や未知の超古代文明によるものではないか、という説を大真面目に検討した者もいた。この怪しげな説は1894年、サイラス・トーマスが考古学的調査の結果から、マウンドビルダーはアメリカ･インディアンの祖先であることを明らかにしたことで過去のものと化した。

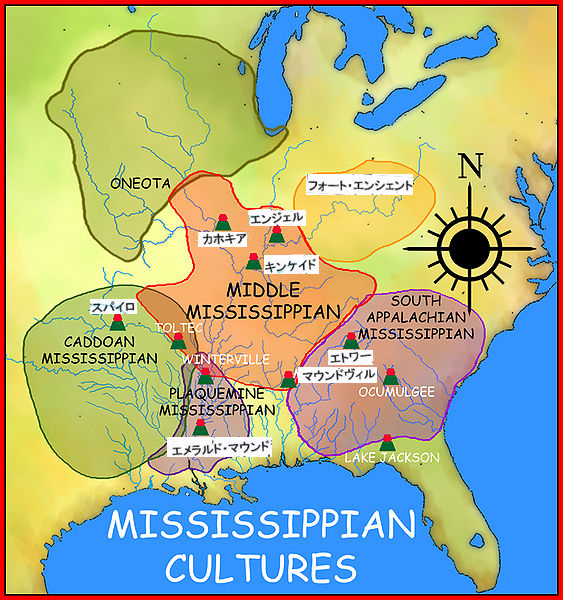
ミシシッピ文化における主な遺跡の位置

## 知られているミシシッピ文化の首長制国家
ミシシッピ文化は政治的な地図を完全に理解して書き残される前にかなりの程度崩壊したが、多くのミシシッピ文化の政体は今でも知られている。これらを下記に示す。
- エンジェル・マウンド（en:Angel Mounds）：インディアナ州南部にあった首長制国家
- アズトラン州立公園（英語版）：ウィスコンシン州にある小さなミシシッピ文化部族。大きなミシシッピ文化の北端。
- カド：有史および現代のカドー族インディアンは少なくとも一つのミシシッピ文化の首長制国家から派生したと知られており、現在のルイジアナ州ナチトチェスとテキサス州ナコグドチェスに主要な首長制国家の祭祀センターがあった。
- カホキア：イリノイ州コリンズビル（英語版）（イーストセントルイス近く）にあった、12世紀から13世紀頃の政治・宗教の中心地。カホキアはおそらく最初の、そして確実に最大で最も影響力あるミシシッピ文化の祭祀センターであった。世界遺産に登録されている。
- イリノイ州イーストセントルイス：カホキアの西、ミシシッピ州セントルイスの東にあったこの祭祀センターは現在のイーストセントルイスにあたり、一部は市道の下にまた裏庭に保存されている。
- エトワー：別の主要ミシシッピ文化の首長制国家。ジョージア州にあり、マウンドビル政体の長い敵対者であると信じる者もいる。
- ジョアラ（英語版）：ヨーロッパ人が接触したときのノースカロライナ州で最大の首長制国家。最も北東のミシシッピ文化の首長制国家群の「首都」であった可能性もある。
- キンケイド・マウンズ州立歴史史跡（英語版）：ケンタッキー州パデューカからオハイオ川を渡った所。主要なミシシッピ文化の祭祀センター
- オクマルギー・マウンズ国立歴史公園（英語版）：オクマルギーはミシシッピ文化の首長制国家であり、この場所は後の有史時代にクリーク族インディアンに使われた。
- マウンドヴィル：カホキアと並び、古典的ミシシッピ文化の中核となる最も重要な2つの遺跡の一つ[6]。アラバマ州タスカルーサ近くにある。
- ノデナ遺跡（英語版）：ノデナは1400年頃から1700年頃の後期ミシシッピ文化の重要な要素、ノデナ期[7]の典型的な遺跡。
- パーキン遺跡（英語版）
- en:Menard-Hodges Site
- en:Chucalissa Indian Village・・・en:Walls Phase
- ミズーリ州セントルイス：主要なミシシッピ文化の祭祀センター。現在はほとんど全部が破壊されているが、セントルイスの中心街にかつてマウンド群があったため、セントルイスは「マウンドの市」という渾名がある。
- スパイロ・マウンド（英語版）：ミシシッピ文化で最も考古学的な研究が進んだ祭祀センターの一つ。オクラホマ州東部にある。
- タウンクリーク・インディアンマウンド（英語版）：ノースカロライナ州のミシシッピ文化の首長制国家。一般に歴史的ピーディー族のものとされる。
- ウィクリフマウンド（英語版）：ケンタッキー州西部の首長制国家
- ウィンタービル遺跡（英語版）：ミシシッピ文化ウィンタービル期の典型的な遺跡

## 関連する現代の種族
ミシシッピ人は有史時代にこの地域に住んだ多数のインディアンの先祖である可能性が高い。広義でのミシシッピ文化の担い手であったと信じられている歴史上の、また現代のインディアンは、あまりにも多いが強いてあげると、アラバマ族、アパラチー族、カド族、チェロキー族、チカソー族、チョクトー族、クリーク族、グアレ族、ヒチティ族、ホウマ族、イリノイ族、カンザ族、マイアミ族、ミズーリ族、モビリアン族、ナチェズ族、オーセージ族、クオポー族、セミノール族、ショーニー族、ティムクア族、チュニカ・ビロクシー族、ヤマシー族およびユチ族である。